# حميد فرحي
حميد فرحي ولد عام 1958 في عين بنيان (الجزائر العاصمة)، ناشط يساري جزائري. توفي في 5 فبراير 2019 في سن الستين بعد مرض.

## النشاط السياسي
وهو من عائلة تنحدر من منطقة الأربعاء ناث ايراثن بولاية تيزي وزو، ويعود تاريخ إلتحاقه بالنشاط السياسي إلى عام 1970 ومنذ ذلك الحين تم اعتقاله وتعذيبه عديد المرات. شارك في العديد من النضالات الاجتماعية في الجزائر : مناضل في حزب الطليعة الاشتراكية، حركة المواطنة (المعروفة بحركة العروش) في 2001، حركات العاطلين عن العمل...
نهاية مايو 2013 انتخب حميد فرحي خلال المؤتمر المنعقد بالجزائر العاصمة منسقا وطنيا للحركة الديمقراطية والاجتماعية وفي مؤتمر مايو 2018، أعيد تعيينه مرة أخرى كمنسق وطني للحزب، وهو المنصب الذي شغله حتى وفاته.

## الوفاه
وفاته في فبراير 2019. بعد تعرضه لوعكة صحية قضى حميد فرحي ساعات في المعاناة على كرسي في مستشفى بني مسوس حيث تطلبت حالته الصحية إجراء جراحة مستعجلة.

## مذكرات ومراجع
1. ↑  "Décès d'Hamid Ferhi, coordinateur du MDS" (بالفرنسية). 7 Feb 2019. Retrieved 2021-09-18.{{استشهاد ويب}}:  صيانة الاستشهاد: لغة غير مدعومة (link)
2. ↑  "Algérie Décès d'Hamid Ferhi, coordinateur du MDS". L'Humanité (بالفرنسية). 7 Feb 2019. Archived from the original on 2019-04-26. Retrieved 2019-02-07.
3. ↑  lesoirdalgerie.com. "Un homme des combats justes s'en va : Toute l'actualité sur lesoirdalgerie.com". lesoirdalgerie (بالفرنسية). Archived from the original on 2019-02-09. Retrieved 2019-02-07.
4. ↑  "Il était de tous les combats justes : Hamid Ferhi, coordinateur du MDS, n'est plus". El Watan (بfr-FR). 6 Feb 2019. Archived from the original on 2019-05-02. Retrieved 2019-02-07.{{استشهاد ويب}}:  صيانة الاستشهاد: لغة غير مدعومة (link)
5. ↑  liberte-algerie.com. "Hamid Ferhi, figure de la gauche algérienne, n'est plus : Toute l'actualité sur liberte-algerie.com". http://www.liberte-algerie.com/ (بالفرنسية). Archived from the original on 2019-02-09. Retrieved 2019-02-07. {{استشهاد ويب}}: روابط خارجية في |موقع= (help)
6. ↑  "وفاة حميد فرحي المنسق الوطني للحركة الديمقراطية الاجتماعية". وكالة الأنباء الجزائرية. 6 فبراير 2019. مؤرشف من الأصل في 2024-02-10. اطلع عليه بتاريخ 2024-02-10. {{استشهاد ويب}}: |archive-date= / |archive-url= timestamp mismatch (مساعدة)
7. ↑  "هكذا غادر الراحل فرحي من طرف رفاقه بمقبرة سيدي فرج". النهار أون لاين. 7 فبراير 2019. مؤرشف من الأصل في 2024-02-10. اطلع عليه بتاريخ 2024-02-10. {{استشهاد ويب}}: |archive-date= / |archive-url= timestamp mismatch (مساعدة)